# Cara (superfície)

Mosaic quadrat - quatre cares quadrades per vèrtex

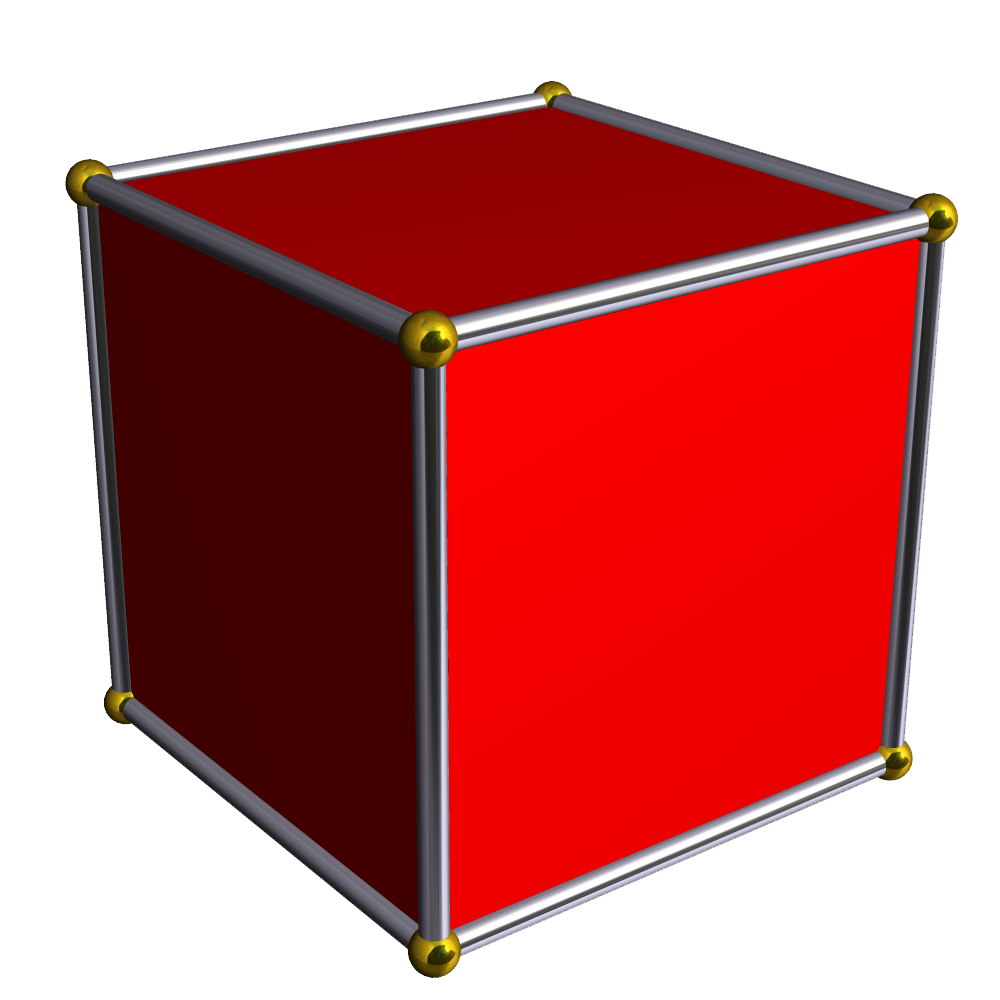
Hexaedre - tres cares quadrades per vèrtex

En geometria, una cara és cada un dels polígons que formen o limiten un políedre. Per exemple, qualsevol dels quadrats que limiten un hexàedre és una cara de l'hexàedre. El sufix -edre es deriva de la paraula grega hedra, que vol dir cara.
Els polígons (bi-dimensionals) que limiten els politops d'altes dimensions normalment també s'anomenen cares. Tanmateix, formalment una cara és qualsevol dels límits de dimensió n del politop de dimensió m amb n<m, més específicament anomenat una n-cara.

## Definició formal
En geometria convexa, una cara d'un politop P és la intersecció de P i qualsevol hiperplà de suport de P. D'aquesta definició es conclou que el conjunt de cares d'un politop inclou el politop en si mateix i el conjunt buit. Per exemple, un políedre de R3 està tot ell en un hiperplà de R4. Si R4 fos l'espaitemps, l'hiperplà t=0 suporta i conté el políedre sencer. Així, per la definició formal, el políedre és una cara de si mateix.
Les següents són les n-cares d'un polícor tetra-dimensional:
- 4-cares - 4-dimensionals, el polícor mateix
- 3-cares - qualsevol cel·la de 3 dimensions
- 2-cares - qualsevol cara poligonal de 2 dimensions (fent servir la definició habitual de cara)
- 1-cara - qualsevol aresta de dimensió 1
- 0-cares - qualsevol vèrtex (dimensió 0)
- el conjunt buit